# Кастело Тезин
Кастело Тезин (итал. Castello Tesino) је насеље у Италији у округу Тренто, региону Трентино-Јужни Тирол.
Према процени из 2011. у насељу је живело 1097 становника. Насеље се налази на надморској висини од 837 м.

## Становништво
| 1931. | 1936. | 1951. | 1961. | 1971. | 1981. | 1991. | 2001. | 2011. |
| ----- | ----- | ----- | ----- | ----- | ----- | ----- | ----- | ----- |
| 2.717 | 2.463 | 2.359 | 2.435 | 2.037 | 1.710 | 1.521 | 1.442 | 1.315 |